# Veřejná telefonní stanice

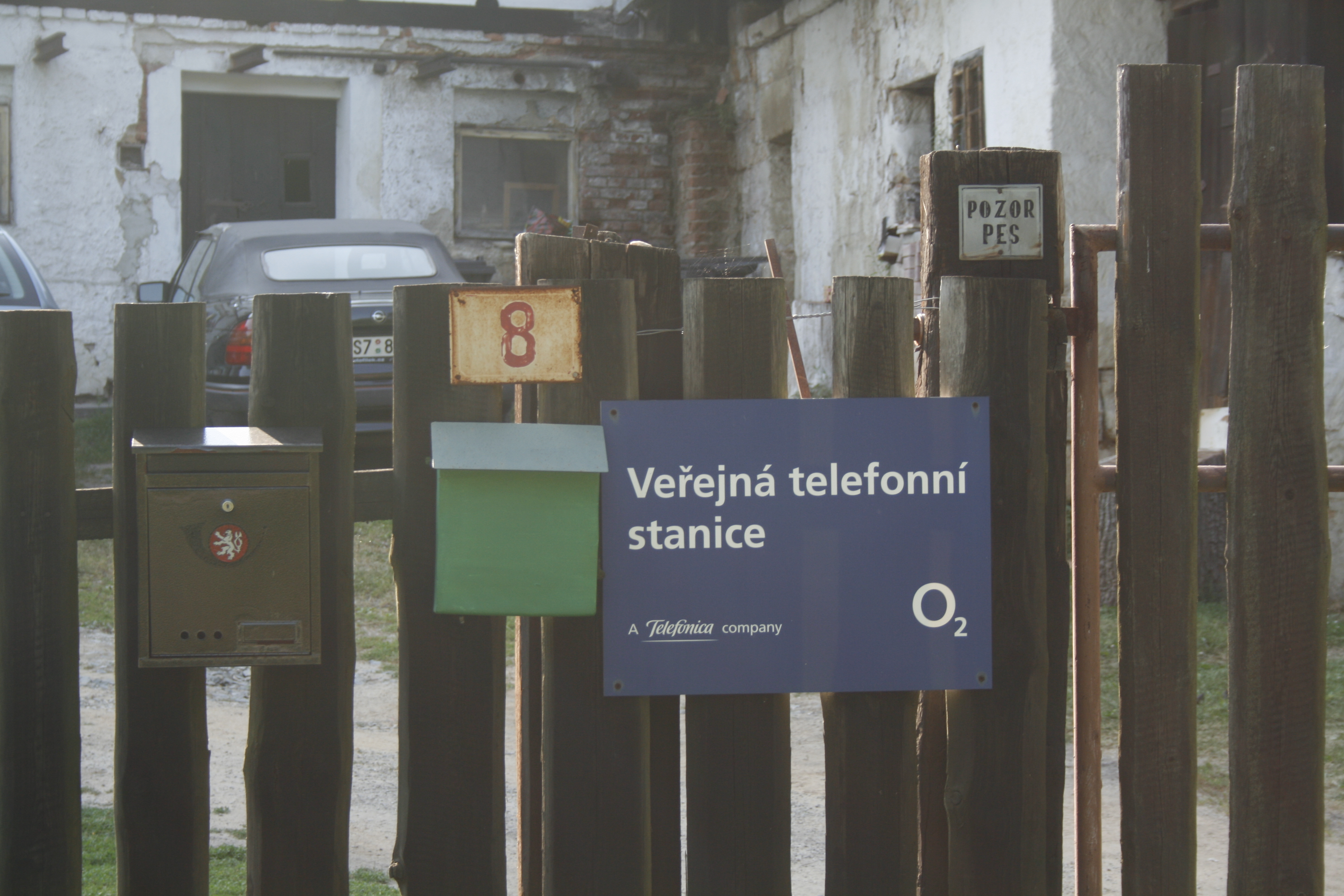
Označení VTS ve Střezivojicích na Kokořínsku

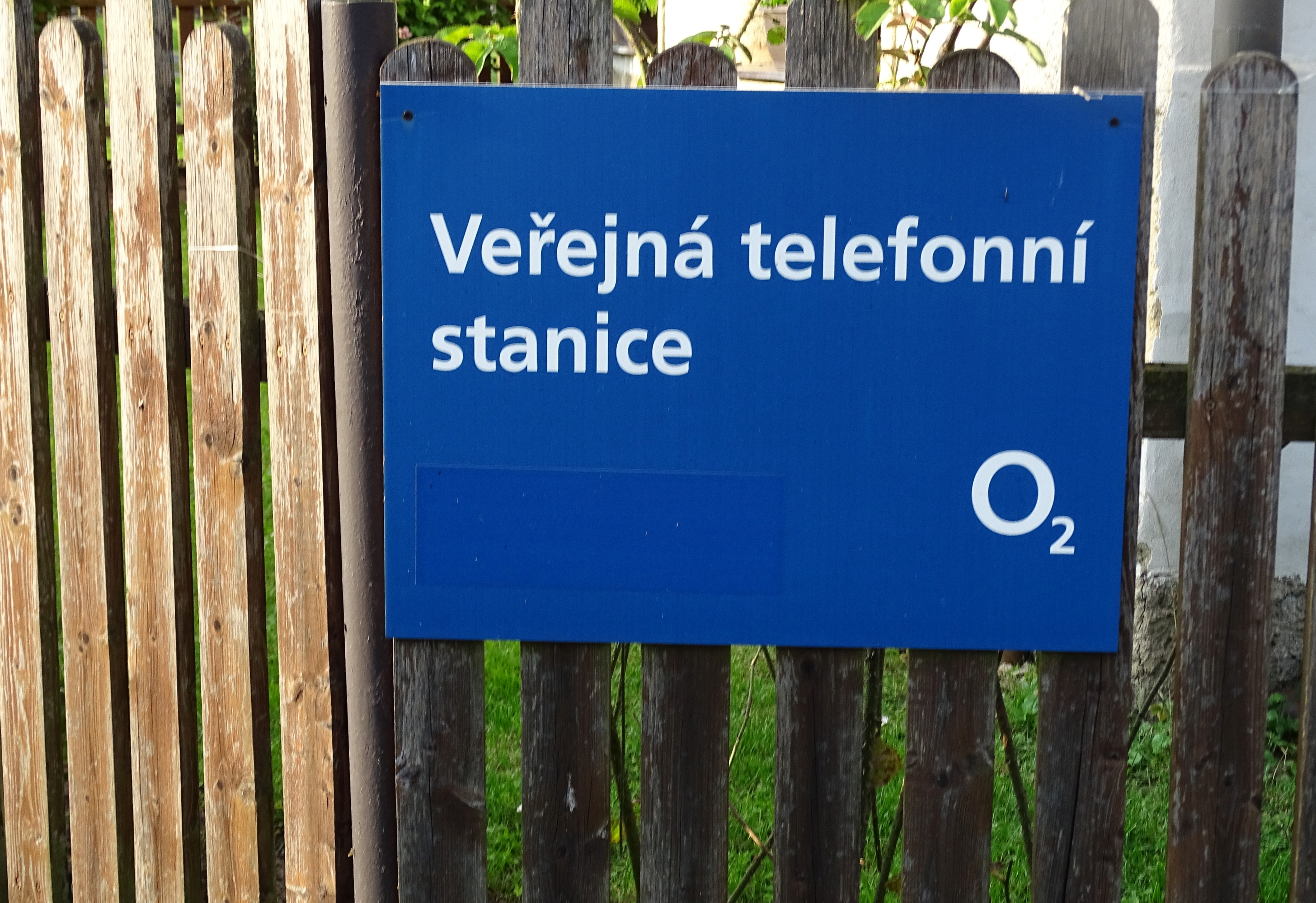
Označení VTS v Hradišti na Rokycansku.

Veřejná telefonní stanice (VTS) je telefonní stanice, která je na základě smlouvy s operátorem nabízena k dispozici veřejnosti. Bývaly umístěny například na obecních úřadech (MNV), na poště, v hospodě, v domě starosty či v jiném soukromém domě atd. Většinou patřily obci, ale spravovaly je soukromé osoby. Tato forma veřejného poskytování telefonních služeb měla význam zejména před rozšířením mobilních telefonů a veřejných telefonních automatů, kdy často představovala hlavní spojení vesnice se světem. Často tato místa zároveň oficiálně jsou ohlašovnami požárů.

## Rozšíření v Česku
V roce 2011 jich bylo například v okrese Benešov podle Zlatých stránek kolem 200 (tedy více než veřejných telefonních automatů, kterých v okrese tehdy bylo 189), a lidé je již téměř nevyužívali – jen ojediněle například starší člověk, který mobilní telefon ani pevnou linku nemá, nebo lidé, kteří na mobilním telefonu nemají signál či kredit atd.
V roce 2014 Telefónica O2 uváděla v celé republice zhruba 250 veřejných telefonních stanic v rámci režimu univerzální služby (zatímco veřejných automatů bylo v té době kolem 15 tisíc), a jako účel uváděla, aby zejména obyvatelé menších obcí měli možnost využít pevnou linku v případě krizových situací, kdy může dojít k výpadkům mobilního signálu. Z podobných důvodů je zachována i síť veřejných telefonních automatů.
Podle článku z roku 2011 volající platí hovor podle tarifu plus 5 Kč na amortizaci, zatímco paušál za linku platí obec. Podle reportáže ČT v dubnu 2016 dosud obce za provoz těchto stanic nemusely nic platit, ale nově jim od března 2016 operátor začal účtovat nájem, takže například Bystřice u Benešova platí za 11 veřejných telefonních stanic 70 tisíc Kč ročně, tj. kolem 500 Kč za jednu stanici měsíčně. Dvě z 11 linek na základě této situace obec zrušila, ostatní nabídla stávajícím správcům k osobnímu užívání, čímž do konce roku všech 11 veřejných telefonních stanic zruší. Zástupce Českého telekomunikačního úřadu uvedl, že zpoplatnění je v pořádku v případě, kdy jde o veřejné telefonní stanice v tzv. komerčním režimu, nikoliv v režimu univerzální služby. Povinnost poskytování univerzální služby má operátor v obcích, které mají méně než 2000 obyvatel. Je-li tedy malá osada součástí větší obce, je z tohoto hlediska znevýhodněna. V roce 2020 existují VTS v rámci Univerzální služby, kterou na základě posledního přezkumu v roce 2017 financuje Český telekomunikační úřad a dle jím zvřejněného seznamu se jich na území České republiky nachází 197 z toho například pouze dvě v Ústeckém kraji.Telefonní stanice skončily stejně jako Telefonní budky dne 1.1.2021.